# Aladino e la lampada magica (film)
Aladino e la lampada magica (Aladdin and the Wonderful Lamp) è un film muto del 1917 diretto da Chester M. Franklin e Sidney Franklin.
È il secondo in una serie di sei film, che i due registi realizzarono per la Fox Film Corporation, in cui i ruoli principali (spesso anche quelli di adulti) sono interpretati da attori bambini. I film della serie sono nell'ordine: Jack and the Beanstalk (1917), Aladino e la lampada magica (1917), The Babes in the Woods(1917), L'isola del tesoro (1918), Fan Fan (1918) e Alì Babà e i suoi 40 ladri (1918).
Protagonisti di Aladino e la lampada magica (e di tutti gli altri film della serie, ad eccezione dell'ultimo) sono i piccoli Francis Carpenter e Virginia Lee Corbin, affiancati da un gruppo di attori bambini di talento, che include Violet Radcliffe, Buddy Messinger, Gertrude Messinger, Lewis Sargent e altri.

## Trama
A Bagdad, la principessa Badr al-Budur, figlia del sultano, si innamora di Aladino, figlio di un povero sarto mentre respinge Al-Talib, un malvagio alchimista che suo padre le ha scelto come sposo. Al-Talib si consulta con il suo spirito maligno che gli consiglia di trovare la lampada magica nascosta in una caverna dove lui però non può entrare. L'alchimista chiede ad Aladdin di prendere lui la lampada ma, quando il giovane si rende conto della malvagità di Al-Talib, si rifiuta di consegnargliela. La lampada magica gli permette di diventare ricco e di corteggiare Badr al-Budur. Ma l'alchimista gli ruba la lampada e rapisce la principessa che porta nel deserto dove ha fatto ergere un grande palazzo nel quale tenerla prigioniera. Aladdin, cercando l'amata, rischia di morire di sete, perso nel deserto, ma viene salvato dai soldati mandati dal sultano alla ricerca della figlia rapita. Al-Talib, intanto, minaccia la principessa di gettarla ai leoni se non acconsentirà alle nozze. Ma a finire nella fossa, in bocca alle fiere, sarà proprio lui, quando giungeranno Aladdin e i soldati che porteranno in salvo Badr al-Budur.

## Produzione
Il film fu prodotto dalla Fox Film Corporation.

## Distribuzione
Il copyright del film, richiesto da William Fox, fu registrato il 24 settembre 1917 con il numero LP11481.
Distribuito dalla Fox Film Corporation, il film uscì nelle sale cinematografiche statunitensi l'11 ottobre 1917.